# Chevrolet Blazer (2019)
La Chevrolet Blazer è una autovettura prodotta dalla casa automobilistica statunitense Chevrolet a partire dal 2019.

## Descrizione
Il nome Blazer, la cui storia risale al 1969 quando fu introdotta come un grande fuoristrada a due porte, è stata presentata al pubblico ad Atlanta il 21 giugno 2018 come SUV di medio grandi dimensioni che si inserisce tra le Equinox e Traverse. Realizzato sulla stessa piattaforma della GMC Acadia, ha un design che riprende lo stile sportivo che prende della coeva Camaro.
Il Blazer è alimentato da un motore 4 cilindri da 2,5 litri con potenza nominale di 193 CV e 255 N·m di coppia. In seguito è arrivato il motore V6 da 3,6 litri con 309 CV e 365 N·m di coppia.
Il Blazer utilizzera la trasmissione automatica 9T50 a 9 velocità prodotta da GM in collaborazione con Ford. La stessa trasmissione è utilizzata anche nei modelli Cruze, Malibu ed Equinox.
Su tutti i modelli sono di serie il sistema Chevrolet Infotainment 3 con touchscreen da otto pollici e Apple CarPlay e Android Auto, OnStar con funzionalità Wi-Fi 4G LTE, accesso senza chiave con avvio a pulsante e cerchi in lega.

### Facelift 2023
Nel febbraio 2022, per l'anno modello 2023, Chevrolet ha annunciato un restyling per la Blazer. Le modifiche all'esterno includono fari e luci posteriori a LED rivisti, nuovo design della griglia e nuovi design dei cerchi da 18, 20 e 21 pollici. Inoltre, i nuovi colori disponibili includono Fountain Blue, Sterling Grey Metallic, Copper Bronze Metallic e Radiant Red Tintcoat. All'interno, tutti i rivestimenti sono forniti di serie con uno schermo di infotainment da 10 pollici più grande (rispetto agli 8 pollici della versione pre-restyling). La ricarica wireless Qi è ora standard sugli allestimenti RS e Premier, mentre sarà disponibile su tutti gli altri allestimenti. I modelli RS sono disponibili con un nuovo colore degli interni Nightshift Blue. Il cruise control adattivo è ora disponibile sui livelli di allestimento 2LT e 3LT e il pacchetto Chevy Safety Assist diventa standard.

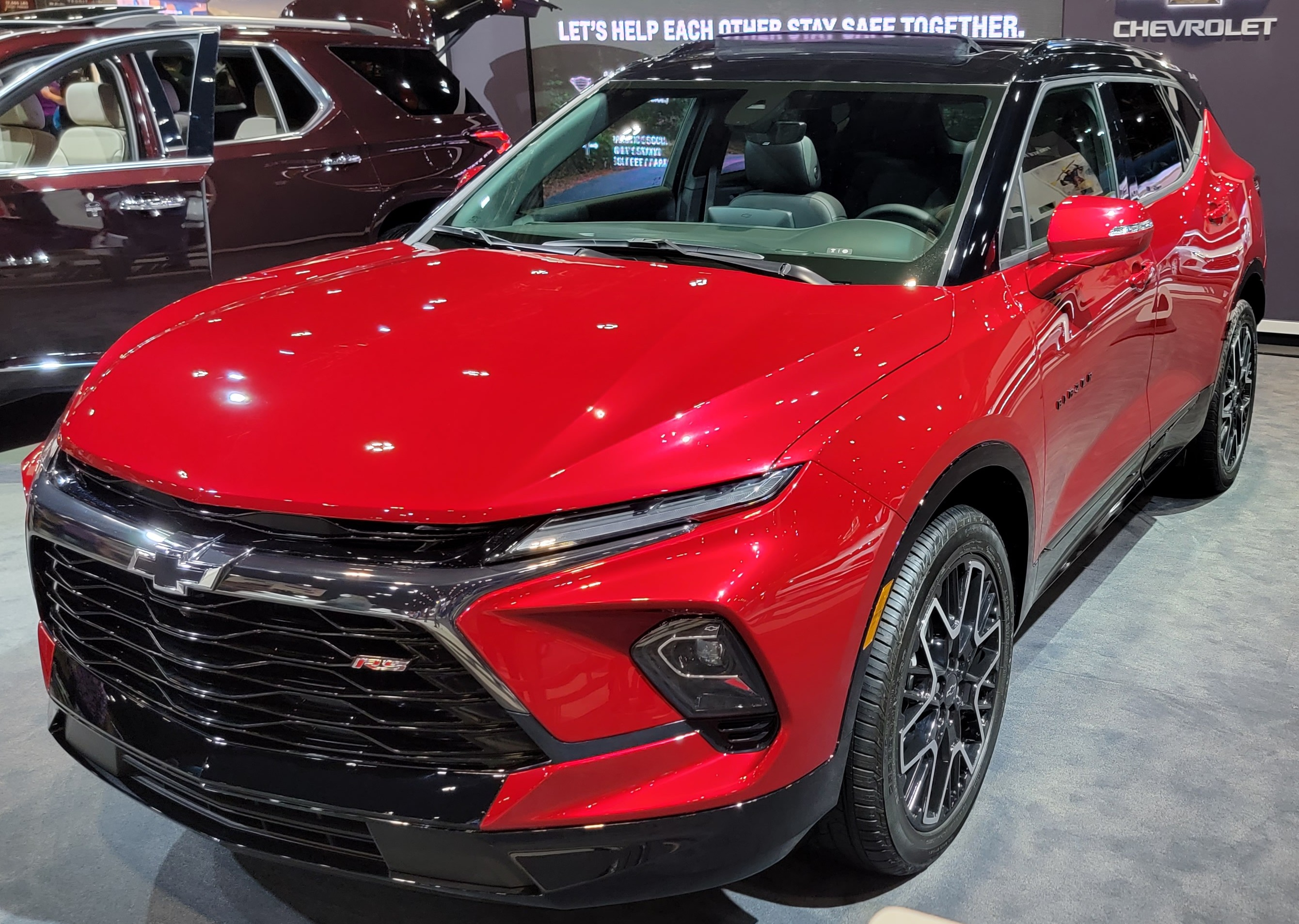
2023 Blazer RS
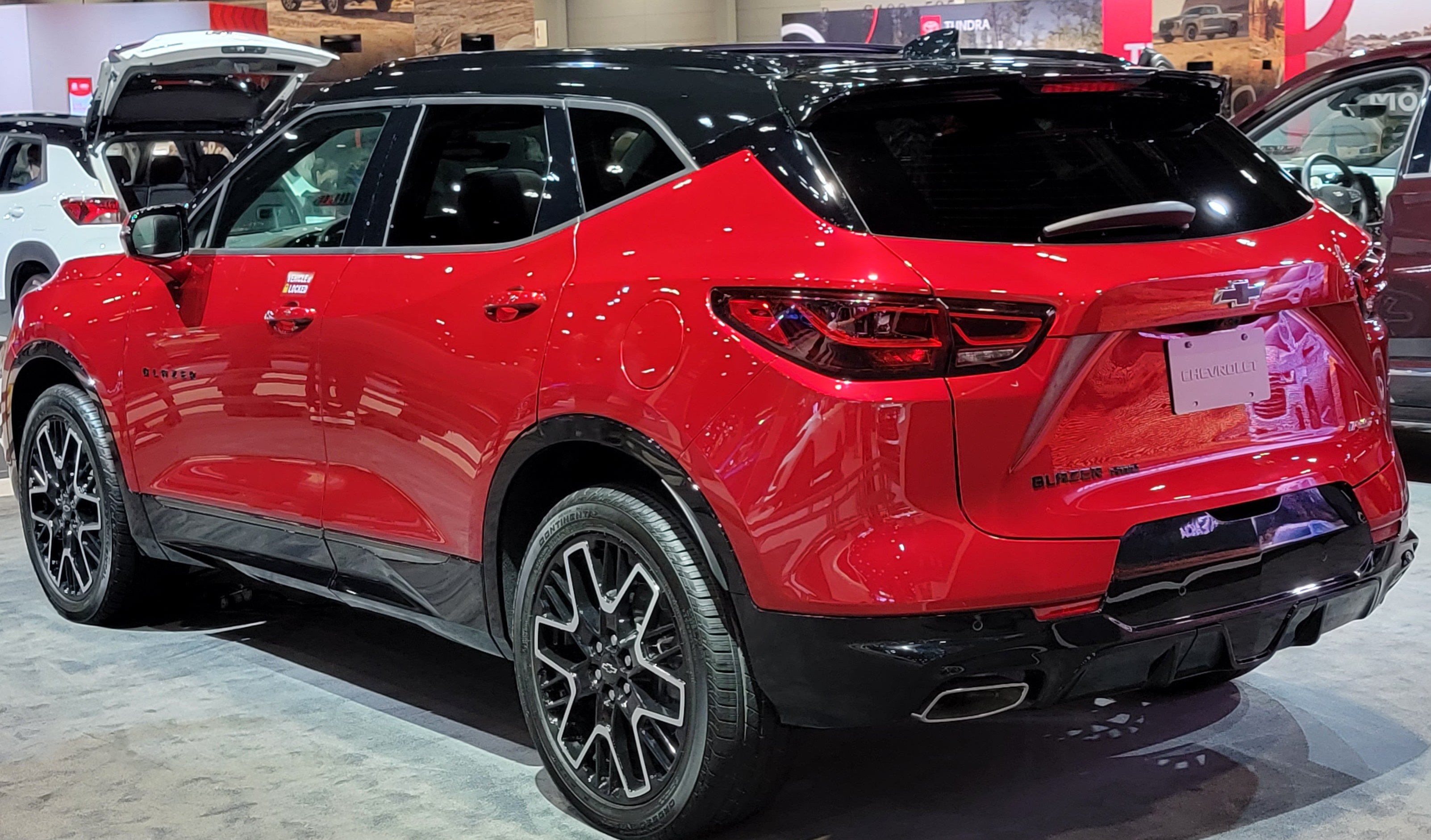
2023 Blazer RS dietro
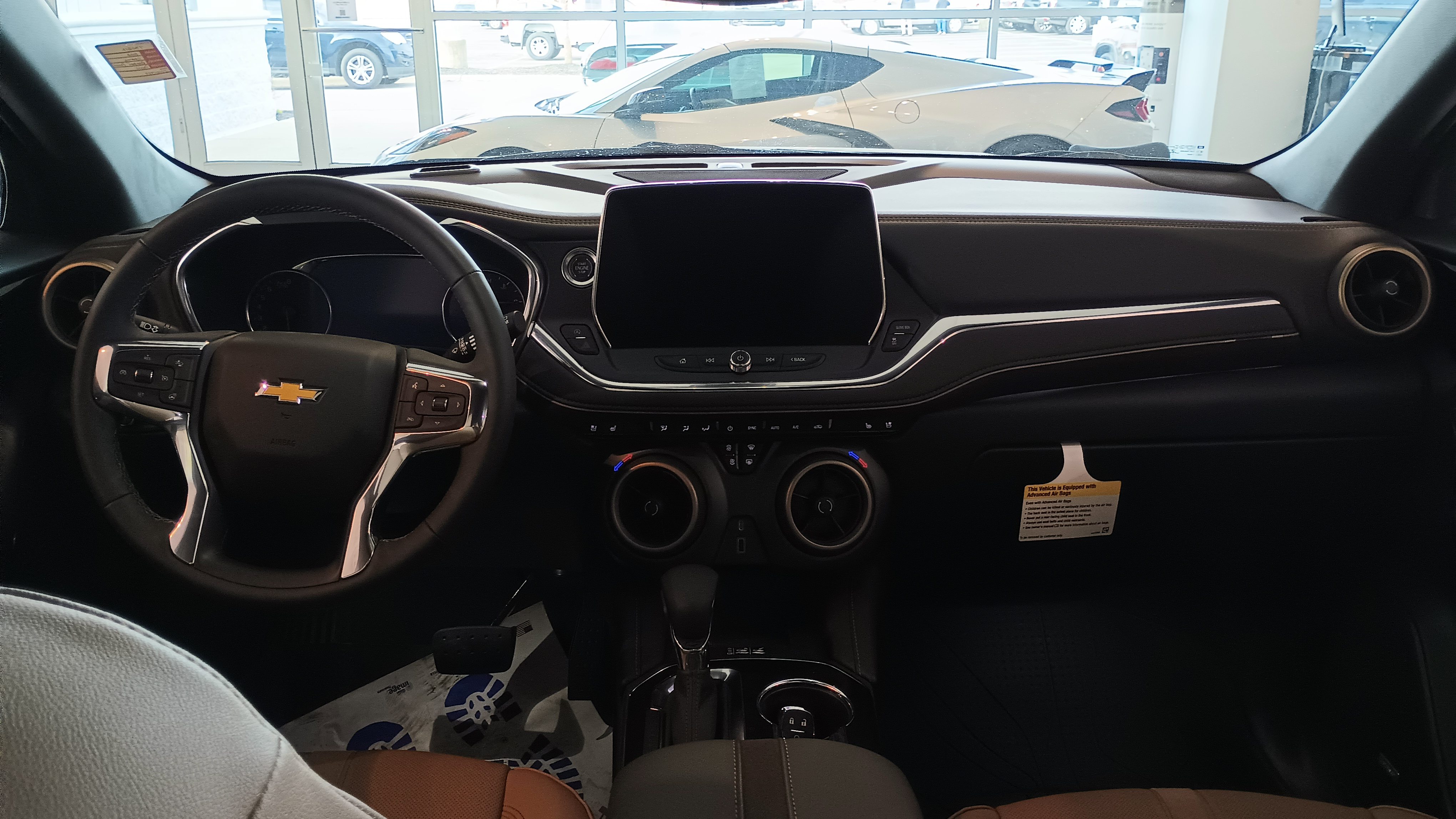
2023 Blazer Premier interni